# Celso Guerrero
Celso Guerrero (17 aprile 1972) è un ex calciatore paraguaiano, di ruolo portiere.